# باشگاه فوتبال الظفره
اَلظَفْره امارات یکی از باشگاه‌های فوتبال کشور امارات متحده عربی می‌باشد که هم‌اکنون در لیگ دسته اول این کشور که بالاترین سطح مسابقات فوتبال در امارات است، مشغول به رقابت با دیگر تیم‌ها است.

## افتخارات
- لیگ دسته اول امارات(۲) 
  - ۲۰۰۲-۲۰۰۱ ، ۲۰۰۷-۲۰۰۶

- جام ئایب رئیسان امارات(۱) 
  - ۲۰۱۲

## تاریخ
این باشگاه در سال ۲۰۰۰ تأسیس شد ، به عنوان بخشی از سیاست ارتقا sports ورزش در سراسر کشور و منطقه الظفرا در ابوظبی هیچ تیمی نداشت ، بنابراین الدفرا اولین و تنها باشگاهی است که در منطقه غرب واقع شده است.در بیشتر تاریخ خود این باشگاه از نظر کمیته لیگ حرفه ای امارات متحده عربی به عنوان یک باشگاه نیمه حرفه ای طبقه بندی می شد و مجوز حضور در مسابقات AFC را نداشت اما تیم از زمان انتخاب شدن به این مسابقات درخواست تجدید نظر در مجوز را ادامه داده بود. جام رئیس جمهور امارات متحده عربی برای اولین بار در سال ۲۰۱۹.سرانجام در حدود سال ۲۰۰۰ باشگاه مجوزهای خود را دریافت کرد ، بنابراین همه تیم های طرفدار لیگ می توانند در مسابقات AFC شرکت کنند.

## بازیکنان

### بازیکنان ایرانی
- سیاوش اکبرپور
- رسول خطیبی
- مهدی رجب زاده

### بازیکنان برجسته
- عمر عبدالرحمان

- http://www.dfsc.ae/dhafra